# Gampele
Gampele ist ein Einzelhof der Fraktion Moos in der Gemeinde St. Veit in Defereggen im Defereggental (Osttirol).

## Geographie
Gampele in etwa 1423 Metern Höhe an den Südabhängen zwischen der Melspitze und der Deferegger Höhe zwischen dem Mellitzgraben im Westen und dem Moosbach im Osten. Oberhalb bzw. nördlich liegt der Weiler Bergl. Unterhalb bzw. südlich der Einzelhof Unterbergl. Westlich befinden sich der Weiler Mellitz, östlich der Weiler Moos. Erreichbar ist Gampele über die Defereggentalstraße (L 25), von der nach Herma-von-Schuschniggkapelle die Sankt Veiter Straße abzweigt. Folgt man dieser zum Bauernhof Kurzthal, so zweigt in der Folge eine Straße nach Osten ab, die über den Einzelhof Niege nach Mellitz und weiter zu einer Abzweigung führt, die zu den Höfen Gampele und Unterbergl abfällt. Der Hof besteht nur aus einem Gebäude.

## Geschichte
Die Besiedelung von Gampele geht auf die mittelalterliche Schwaige (Urhof) „an der Mellitzn“ zurück, die der Grundherrschaft der Grafen von Welsberg unterstand. Von der Schwaige Mellitz aus entstanden durch Neurodungen die Rauten Oberbergl und Gampen, Unterbergl und Kofl, wobei Gampen zur Grundherrschaft der Erasmuskapelle Taisten gehörte.
Gampele wird in den Ortsverzeichnissen der Österreichischen Statistik erstmals 1961 als Einzelhof mit einem Gebäude und einem Einwohner genannt. 1971 und 1981 lebten sechs Menschen in Gampele, Nach 1981 wird Gampele von der Statistik nicht mehr separat ausgegeben, sondern bei der Fraktion Moos eingerechnet.